# Toyota Ventury Majesty
Der Toyota Ventury Majesty ist ein thailändischer Kleinbus der japanischen Automobilmarke Toyota. Entwickelt wurde dieser speziell als Luxusmodell von Toyota Thailand und basiert auf den technischen Plänen des Toyota Hiace. Sein Schwestermodell ist der Ventury. Momentan ist der Ventury Majesty mit einem Basispreis von 2.200.000 ฿ das teuerste Fahrzeug in der Modellpalette von Toyota Thailand.
Für die Motorisierung wird beim Ventury Majesty ein 2TR-FE-Ottomotor mit einem Hubraum von 2694 cm³ und einer Leistung von 111 kW eingesetzt. Das Leergewicht des Wagens liegt bei 2300 kg.
Auf den Innenraum und auch auf das Äußere des Ventury Majesty wurde von Toyota höchste Ansprüche gelegt. So ziert das Modell äußerlich, neben viel Chrom (auch beim Ventury), das Sportpaket, der europäische Ausstattungsstandard sowie ein Zweifarbton. Für weitere Sicherheit sorgen Rückfahrsensoren und eine Rückfahrkamera, Sicherheitsglas, ABS, ESP und ASR. Die Privatsphäre der Gäste wird zudem durch laminierte Seiten- und Heckscheiben im Passagierbereich garantiert.
Im Interior legte Toyota seine Aufmerksamkeit vor allem auf den Komfort seiner Fahrgäste. Toyota setzte somit auf einen austauschbaren Veloursboden und auf Komfortledersitze. Das Dekor im Innenbereich wird aus Elfenbein und Birkenholz gefertigt. 